# قاشق‌واشیان
قاشق‌واشیان (Alismataceae) یا خانواده تیرکمان آبی، نام یکی از تیره‌ها از گیاهان گلدار است. این تیره را تیره تیرکمان آبی نیز نامیده‌اند.
قاشق‌واشیان گیاهانی هستند آبزی و بدون شیرآبه، با ساقهٔ منفرد گل دهنده؛ برگ‌های غالباً پهن؛ گل‌آذین معمولاً دارای انشعابات زیاد و ندرتاً یک چتر، گل‌های یک جنسی، منظم، ۳ گلبرگ، ۳ کاسبرگ، ۶ برچه یا بیشتر، تخمدان فوقانی، ۱ تا ۲ تخمک، تمکن قاعده‌ای یا حاشیه‌ای و میوهٔ فندقه. بومی مناطق معتدله و گرم.